# メダル・オブ・オナー アドバンス
『メダル・オブ・オナー アドバンス』（Medal of Honor: Infiltrator）は、2003年11月17日にエレクトロニック・アーツより発売されたゲームボーイアドバンス用ゲームソフト。『メダル・オブ・オナー』シリーズの第6作目である。
シリーズの中唯一のGBA対応ソフトで、第二次世界大戦におけるヨーロッパを舞台とした見下ろし型アクションシューターで、主人公のアメリカ軍の特殊エージェントは第二次世界大戦の戦場を駆け抜ける。ゲームキューブ版の『メダル・オブ・オナー ライジングサン』レーダー画面と連携可能。疑似3Dシューティングがある。
日本語版では2003年12月18日にメディアクエストより発売されている。